# Spelartrupper under världsmästerskapet i futsal 2004
Den här artikeln listar spelartrupper under världsmästerskapet i futsal 2004, som spelades i Taiwan från 21 november till 5 december, 2004. Taiwan tävlade under namnet Kinesiska Taipei efter en namnkonflikt med Kina.
| Innehållsförteckning                 | Innehållsförteckning                         | Innehållsförteckning             | Innehållsförteckning               |
| Grupp A                              | Grupp B                                      | Grupp C                          | Grupp D                            |
| ------------------------------------ | -------------------------------------------- | -------------------------------- | ---------------------------------- |
| Egypten · Taiwan · Spanien · Ukraina | Australien · Brasilien · Thailand · Tjeckien | Italien · Japan · Paraguay · USA | Argentina · Iran · Kuba · Portugal |

## Japan
Förbundskapten:  Sergio Sapo
| Nr | Pos. | Namn               | Födelsedatum (ålder) | Matcher | Mål |       | Klubb       |
| -- | ---- | ------------------ | -------------------- | ------- | --- | ----- | ----------- |
| 1  | MV   | Hisamitsu Kawahara | 24 November 1978     |         |     |       |             |
| 2  |      | Takuya Suzumura    | 13 September 1978    |         |     |       |             |
| 3  |      | Yoshifumi Maeda    | 25 April 1977        |         |     |       |             |
| 4  |      | Yusuke Komiyama    | 22 December 1979     |         |     |       |             |
| 5  |      | Ricardo Higa       | 4 May 1973           |         |     | Japan | F.C. Ryūkyū |
| 6  |      | Osamu Nambata      | 22 May 1977          |         |     |       |             |
| 7  |      | Yuki Kanayama      | 2 September 1977     |         |     |       |             |
| 8  |      | Kenta Fujii        | 3 August 1976        |         |     |       |             |
| 9  |      | Daisuke Ono        | 25 January 1980      |         |     |       |             |
| 10 |      | Kenichiro Kogure   | 11 November 1979     |         |     |       |             |
| 11 |      | Kiyoshi Sagane     | 4 October 1973       |         |     |       |             |
| 12 | MV   | Hisao Sadanaga     | 17 January 1977      |         |     |       |             |
| 13 |      | Kensuke Takahashi  | 8 May 1982           |         |     |       |             |
| 14 | MV   | Ryota Ishiwata     | 8 December 1976      |         |     |       |             |

### Fotnoter
1. ↑  ”Technical Report and Statistics” (PDF). FIFA.com. Arkiverad från originalet den 5 mars 2016. https://web.archive.org/web/20160305074510/http://www.fifa.com/mm/document/afdeveloping/technicaldevp/50/05/16/taipei04_inhalt_168.pdf. Läst 20 november 2012.

### Webbkällor
- ”FIFA Futsal World Championship Chinese Taipei 2004” (på engelska) (HTML). FIFA.com. http://www.fifa.com/tournaments/archive/futsalworldcup/chinesetaipei2004/index.html. Läst 20 november 2012.